# DMFC

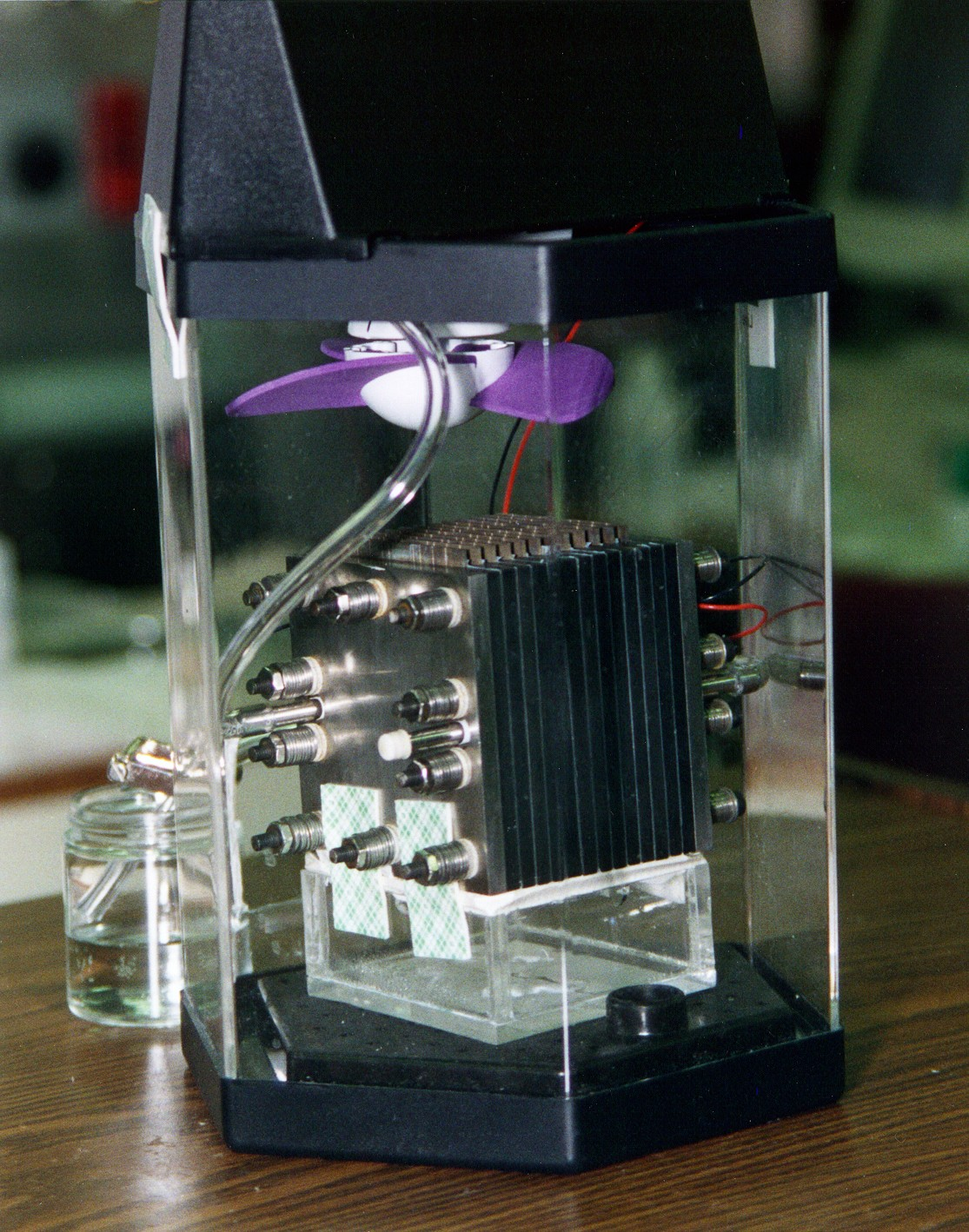
DMFC brandstofcel - Het vierkante gelaagde gedeelte in het midden van de foto is de brandstofcel.

Direct Methanol Fuel Cell (DMFC) is een brandstofcel werkend met methanol als brandstof. Het ionentransport vindt plaats met behulp van oxide-ionen (O2− ionen), de katalysator voor de ionisatie van het waterstof is onbekend. De DMFC gebruikt een polymer electrolyte membrane, als in Proton Exchange Membrane Fuel Cells (PEM FC).
De DMFC wordt gevoed met 25% methanol in water, in plaats van met waterstof. Methanol (CH3OH) is een waterstofrijke vloeistof met 1 koolstof (C)atoom, vier waterstofatomen (H) waarvan 1 deel uitmaakt van de hydroxygroep (OH. De methanol/water oplossing wordt aangeboden aan de anodekant (−) van de cel, en zuurstof aan de kathodekant (+).
Omdat er water wordt verbruikt aan de anode in de cel, is de standaard DMFC niet geschikt voor pure methanol. De noodzaak van waterbijmenging verlaagt de energetische waarde van de brandstof.

## Efficiëntie
DMFC's hebben een efficiëntie van ongeveer 40% en werken bij een temperatuur van 60-130 °C.

## Opslag
De opslag van methanol als vloeistof is eenvoudiger dan de opslag van waterstof dat onder hoge druk opgeslagen moet worden. Ook de energetische waarde van methanol als vloeistof is hoger dan waterstof onder hoge druk.

## Toepassing
De DMFC is zeer gelimiteerd in de elektrische spanning die geleverd kan worden, maar is goed in de opslag van veel energie in een kleine ruimte, waardoor ze lage spanningen kunnen leveren over een langere termijn, wat ze zeer geschikt maakt voor mobiele apparaten zoals notebooks en mobiele telefoons.

## Doorbraak
2005, door gebruik van nieuwe technieken van Toshiba, is er nu een DMFC in de grootte van 22 × 56 × 4,5 millimeter, met een output van 100 milliwatt en 10 uur per milliliter pure methanol (99,5%) als brandstof.